# André Bourgeois (homme politique)
Pour les articles homonymes, voir André Bourgeois et Bourgeois.
André A.M.J. Bourgeois, né le 7 mars 1928 à Izegem et mort le 18 octobre 2015 à Gand, est un homme politique belge flamand, membre du CVP.
Il est docteur en droit (UG) et licencié en sciences administratives (UG); avocat honoraire au Barreau de Courtrai. Il fut vice-président National des CVP Jongeren, président honoraire du NCMV Izegem et de l'institut Vilo Ter Borcht de Meulebeke, membre du bureau du Cercle d'Histoire locale Ten Mandere à Izegem, du bureau du Davidsfonds, de l'Ordre van den Prince (section Roeselare-Izegem), membre honoraire et membre de plusieurs associations socio-culturelles.

## Fonctions politiques
- 1965-1994 : conseiller communal à Izegem
- 1965-1971 : bourgmestre d'Izegem
- 1965-1971 : conseiller provincial de Flandre-Occidentale
- 1971-1977 et
- 1978-1995 : membre de la Chambre des représentants
- 1971-1977 et
- 1978-1981 : membre du Conseil culturel de la communauté culturelle néerlandaise
- 1977-1982 : premier échevin à Izegem
- 1977-1978 : sénateur provincial de Flandre-Occidentale
- 1981-1995 : membre du Conseil flamand
- 1992-1995 : ministre des Petites et Moyennes Entreprises, de l'Agriculture et de la Pêche
- 1995-1999 : sénateur élu direct en remplacement de Réginald Moreels

## Distinctions
- Décorations belges
  -  Commandeur de l'ordre de Léopold (1991)
  -  Chevalier de l'ordre de la Couronne (1969)
  -  Grand-croix de l'ordre de Léopold II (1999)
  - Médaille civique de 1re classe (1991)
- Décorations étrangères
  -  Grand officier de l'ordre d'Orange-Nassau (12 février 1996, Pays-Bas)